# Divizia A 1985-1986
Sezonul 1985-1986 al Diviziei A a fost cea de-a 68-a ediție a Campionatului de Fotbal al României, și a 48-a de la introducerea sistemului divizionar. A început pe 4 august 1985 și s-a terminat pe 18 iunie 1986. Campioana en-titre, Steaua București, și-a apărat cu succes titlul de campioană, fiind al doilea titlu consecutiv. Pentru Steaua, acesta a fost cel de-al 11-lea titlu de campioană din istorie.

## Echipe

### Stadioane
| Steaua București           | Universitatea Craiova | Olt Scornicești | ASA Tîrgu Mureș         |
| -------------------------- | --- | --- | ----------------------- |
| Steaua                     | Central | Viitorul | 23 August (Târgu Mureș) |
| Capacitate: 32.000         | Capacitate: 37.000 | Capacitate: 30.000 | Capacitate: 15.000      |
|                            | | |                         |
| Dinamo București           | Gloria Buzău | Argeș Pitești | Politehnica Timișoara   |
| Dinamo                     | Gloria | 1 Mai (Pitești) | 1 Mai (Timișoara)       |
| Capacitate: 15.032         | Capacitate: 20.000 | Capacitate: 17.500 | Capacitate: 40.000      |
|                            | | |                         |
| Rapid București            | UniversitateaCorvinulArgeșUniversitateaPetrolulBacăuBrașovOltChimiaGloriaPolitehnicaASABihorBucureștiEchipele din București: · Dinamo · Rapid · Sportul · Steaua · VictoriaDivizia A 1985-1986 (România) DinamoRapidSteauaSportulVictoria Locația echipelor din București. | UniversitateaCorvinulArgeșUniversitateaPetrolulBacăuBrașovOltChimiaGloriaPolitehnicaASABihorBucureștiEchipele din București: · Dinamo · Rapid · Sportul · Steaua · VictoriaDivizia A 1985-1986 (România) DinamoRapidSteauaSportulVictoria Locația echipelor din București. | Universitatea Cluj      |
| Rapid-Giulești             | UniversitateaCorvinulArgeșUniversitateaPetrolulBacăuBrașovOltChimiaGloriaPolitehnicaASABihorBucureștiEchipele din București: · Dinamo · Rapid · Sportul · Steaua · VictoriaDivizia A 1985-1986 (România) DinamoRapidSteauaSportulVictoria Locația echipelor din București. | UniversitateaCorvinulArgeșUniversitateaPetrolulBacăuBrașovOltChimiaGloriaPolitehnicaASABihorBucureștiEchipele din București: · Dinamo · Rapid · Sportul · Steaua · VictoriaDivizia A 1985-1986 (România) DinamoRapidSteauaSportulVictoria Locația echipelor din București. | Municipal (Cluj-Napoca) |
| Capacitate: 12.160         | UniversitateaCorvinulArgeșUniversitateaPetrolulBacăuBrașovOltChimiaGloriaPolitehnicaASABihorBucureștiEchipele din București: · Dinamo · Rapid · Sportul · Steaua · VictoriaDivizia A 1985-1986 (România) DinamoRapidSteauaSportulVictoria Locația echipelor din București. | UniversitateaCorvinulArgeșUniversitateaPetrolulBacăuBrașovOltChimiaGloriaPolitehnicaASABihorBucureștiEchipele din București: · Dinamo · Rapid · Sportul · Steaua · VictoriaDivizia A 1985-1986 (România) DinamoRapidSteauaSportulVictoria Locația echipelor din București. | Capacitate: 28.000      |
|                            | UniversitateaCorvinulArgeșUniversitateaPetrolulBacăuBrașovOltChimiaGloriaPolitehnicaASABihorBucureștiEchipele din București: · Dinamo · Rapid · Sportul · Steaua · VictoriaDivizia A 1985-1986 (România) DinamoRapidSteauaSportulVictoria Locația echipelor din București. | UniversitateaCorvinulArgeșUniversitateaPetrolulBacăuBrașovOltChimiaGloriaPolitehnicaASABihorBucureștiEchipele din București: · Dinamo · Rapid · Sportul · Steaua · VictoriaDivizia A 1985-1986 (România) DinamoRapidSteauaSportulVictoria Locația echipelor din București. |                         |
| Chimia Râmnicu Vâlcea      | UniversitateaCorvinulArgeșUniversitateaPetrolulBacăuBrașovOltChimiaGloriaPolitehnicaASABihorBucureștiEchipele din București: · Dinamo · Rapid · Sportul · Steaua · VictoriaDivizia A 1985-1986 (România) DinamoRapidSteauaSportulVictoria Locația echipelor din București. | UniversitateaCorvinulArgeșUniversitateaPetrolulBacăuBrașovOltChimiaGloriaPolitehnicaASABihorBucureștiEchipele din București: · Dinamo · Rapid · Sportul · Steaua · VictoriaDivizia A 1985-1986 (România) DinamoRapidSteauaSportulVictoria Locația echipelor din București. | Sportul Studențesc      |
| Municipal (Râmnicu Vâlcea) | UniversitateaCorvinulArgeșUniversitateaPetrolulBacăuBrașovOltChimiaGloriaPolitehnicaASABihorBucureștiEchipele din București: · Dinamo · Rapid · Sportul · Steaua · VictoriaDivizia A 1985-1986 (România) DinamoRapidSteauaSportulVictoria Locația echipelor din București. | UniversitateaCorvinulArgeșUniversitateaPetrolulBacăuBrașovOltChimiaGloriaPolitehnicaASABihorBucureștiEchipele din București: · Dinamo · Rapid · Sportul · Steaua · VictoriaDivizia A 1985-1986 (România) DinamoRapidSteauaSportulVictoria Locația echipelor din București. | Regie                   |
| Capacitate: 10.000         | UniversitateaCorvinulArgeșUniversitateaPetrolulBacăuBrașovOltChimiaGloriaPolitehnicaASABihorBucureștiEchipele din București: · Dinamo · Rapid · Sportul · Steaua · VictoriaDivizia A 1985-1986 (România) DinamoRapidSteauaSportulVictoria Locația echipelor din București. | UniversitateaCorvinulArgeșUniversitateaPetrolulBacăuBrașovOltChimiaGloriaPolitehnicaASABihorBucureștiEchipele din București: · Dinamo · Rapid · Sportul · Steaua · VictoriaDivizia A 1985-1986 (România) DinamoRapidSteauaSportulVictoria Locația echipelor din București. | Capacitate: 15.000      |
|                            | UniversitateaCorvinulArgeșUniversitateaPetrolulBacăuBrașovOltChimiaGloriaPolitehnicaASABihorBucureștiEchipele din București: · Dinamo · Rapid · Sportul · Steaua · VictoriaDivizia A 1985-1986 (România) DinamoRapidSteauaSportulVictoria Locația echipelor din București. | UniversitateaCorvinulArgeșUniversitateaPetrolulBacăuBrașovOltChimiaGloriaPolitehnicaASABihorBucureștiEchipele din București: · Dinamo · Rapid · Sportul · Steaua · VictoriaDivizia A 1985-1986 (România) DinamoRapidSteauaSportulVictoria Locația echipelor din București. |                         |
| SC Bacău                   | UniversitateaCorvinulArgeșUniversitateaPetrolulBacăuBrașovOltChimiaGloriaPolitehnicaASABihorBucureștiEchipele din București: · Dinamo · Rapid · Sportul · Steaua · VictoriaDivizia A 1985-1986 (România) DinamoRapidSteauaSportulVictoria Locația echipelor din București. | UniversitateaCorvinulArgeșUniversitateaPetrolulBacăuBrașovOltChimiaGloriaPolitehnicaASABihorBucureștiEchipele din București: · Dinamo · Rapid · Sportul · Steaua · VictoriaDivizia A 1985-1986 (România) DinamoRapidSteauaSportulVictoria Locația echipelor din București. | FCM Brașov              |
| Municipal                  | UniversitateaCorvinulArgeșUniversitateaPetrolulBacăuBrașovOltChimiaGloriaPolitehnicaASABihorBucureștiEchipele din București: · Dinamo · Rapid · Sportul · Steaua · VictoriaDivizia A 1985-1986 (România) DinamoRapidSteauaSportulVictoria Locația echipelor din București. | UniversitateaCorvinulArgeșUniversitateaPetrolulBacăuBrașovOltChimiaGloriaPolitehnicaASABihorBucureștiEchipele din București: · Dinamo · Rapid · Sportul · Steaua · VictoriaDivizia A 1985-1986 (România) DinamoRapidSteauaSportulVictoria Locația echipelor din București. | Tineretului             |
| Capacitate: 17.500         | UniversitateaCorvinulArgeșUniversitateaPetrolulBacăuBrașovOltChimiaGloriaPolitehnicaASABihorBucureștiEchipele din București: · Dinamo · Rapid · Sportul · Steaua · VictoriaDivizia A 1985-1986 (România) DinamoRapidSteauaSportulVictoria Locația echipelor din București. | UniversitateaCorvinulArgeșUniversitateaPetrolulBacăuBrașovOltChimiaGloriaPolitehnicaASABihorBucureștiEchipele din București: · Dinamo · Rapid · Sportul · Steaua · VictoriaDivizia A 1985-1986 (România) DinamoRapidSteauaSportulVictoria Locația echipelor din București. | Capacitate: 10.000      |
|                            | UniversitateaCorvinulArgeșUniversitateaPetrolulBacăuBrașovOltChimiaGloriaPolitehnicaASABihorBucureștiEchipele din București: · Dinamo · Rapid · Sportul · Steaua · VictoriaDivizia A 1985-1986 (România) DinamoRapidSteauaSportulVictoria Locația echipelor din București. | UniversitateaCorvinulArgeșUniversitateaPetrolulBacăuBrașovOltChimiaGloriaPolitehnicaASABihorBucureștiEchipele din București: · Dinamo · Rapid · Sportul · Steaua · VictoriaDivizia A 1985-1986 (România) DinamoRapidSteauaSportulVictoria Locația echipelor din București. |                         |
| Victoria București         | Bihor Oradea | Petrolul Ploiești | Corvinul Hunedoara      |
| Victoria                   | Municipal (Oradea) | Ilie Oană | Corvinul                |
| Capacitate: 2.888          | Capacitate: 22.500 | Capacitate: 20.000 | Capacitate: 17.500      |
|                            | | |                         |

## Clasament
| Loc | Echipă                    | Pct. | MJ | V  | E  | Î  | GM | GP | DG  | Calificare sau retrogradare          |
| --- | ------------------------- | ---- | -- | -- | -- | -- | -- | -- | --- | ------------------------------------ |
| 1.  | Steaua București (C)      | 57   | 34 | 26 | 5  | 3  | 79 | 25 | +54 | Cupa Campionilor 1986-87 Prima rundă |
| 2.  | Sportul Studențesc        | 48   | 34 | 19 | 10 | 5  | 87 | 41 | +46 | Cupa UEFA 1986-87 Prima rundă        |
| 3.  | Universitatea Craiova     | 46   | 34 | 20 | 6  | 8  | 65 | 36 | +29 | Cupa UEFA 1986-87 Prima rundă        |
| 4.  | Dinamo                    | 46   | 34 | 20 | 6  | 8  | 49 | 27 | +22 | Cupa Cupelor 1986-87 Prima rundă     |
| 5.  | Corvinul                  | 37   | 34 | 17 | 3  | 14 | 84 | 50 | +34 |                                      |
| 6.  | Argeș Pitești             | 36   | 34 | 14 | 8  | 12 | 39 | 41 | −2  |                                      |
| 7.  | U Cluj                    | 33   | 34 | 14 | 5  | 15 | 51 | 52 | −1  |                                      |
| 8.  | Rapid                     | 33   | 34 | 14 | 5  | 15 | 41 | 56 | −15 |                                      |
| 9.  | Petrolul Ploiești         | 31   | 34 | 11 | 9  | 14 | 34 | 41 | −7  |                                      |
| 10. | SC Bacău                  | 30   | 34 | 14 | 2  | 18 | 45 | 50 | −5  |                                      |
| 11. | FCM Brașov                | 30   | 34 | 11 | 8  | 15 | 35 | 58 | −23 |                                      |
| 12. | Victoria                  | 29   | 34 | 9  | 11 | 14 | 36 | 47 | −11 |                                      |
| 13. | Scornicești               | 29   | 34 | 11 | 7  | 16 | 42 | 57 | −15 |                                      |
| 14. | Chimia R Vâlcea           | 29   | 34 | 12 | 5  | 17 | 36 | 53 | −17 |                                      |
| 15. | Gloria Buzău              | 28   | 34 | 10 | 8  | 16 | 45 | 61 | −16 |                                      |
| 16. | Politehnica Timișoara (R) | 27   | 34 | 11 | 5  | 18 | 48 | 56 | −8  | Retrogradare în Divizia B 1986-1987  |
| 17. | ASA Tîrgu Mureș (R)       | 26   | 34 | 10 | 6  | 18 | 30 | 50 | −20 | Retrogradare în Divizia B 1986-1987  |
| 18. | FC Bihor (R)              | 17   | 34 | 5  | 7  | 22 | 26 | 71 | −45 | Retrogradare în Divizia B 1986-1987  |

### Pozițiile pe etapă
| Etapă/ Echipă                | 1                | 2  | 3  | 4  | 5  | 6  | 7  | 8  | 9  | 10 | 11 | 12 | 13 | 14 | 15 | 16 | 17 | 18 | 19 | 20 | 21 | 22 | 23 | 24 | 25 | 26 | 27 | 28 | 29 | 30 | 31 | 32 | 33 | 34 |   |
| ---------------------------- | ---------------- | -- | -- | -- | -- | -- | -- | -- | -- | -- | -- | -- | -- | -- | -- | -- | -- | -- | -- | -- | -- | -- | -- | -- | -- | -- | -- | -- | -- | -- | -- | -- | -- | -- | - |
| Etapă/ Echipă                | Steaua București | 5  | 2  | 2  | 1  | 1  | 1  | 1  | 1  | 1  | 1  | 1  | 1  | 1  | 1  | 1  | 1  | 1  | 1  | 1  | 1  | 1  | 1  | 1  | 1  | 1  | 1  | 1  | 1  | 1  | 1  | 1  | 1  | 1  | 1 |
| Sportul Studențesc București | 1                | 1  | 5  | 3  | 4  | 3  | 3  | 2  | 2  | 2  | 2  | 2  | 2  | 2  | 2  | 2  | 2  | 2  | 2  | 2  | 2  | 2  | 2  | 2  | 2  | 2  | 2  | 2  | 2  | 3  | 2  | 2  | 2  | 2  |   |
| Universitatea Craiova        | 8                | 4  | 3  | 2  | 2  | 2  | 2  | 4  | 3  | 3  | 3  | 3  | 3  | 3  | 4  | 4  | 4  | 4  | 4  | 4  | 4  | 4  | 4  | 4  | 4  | 4  | 4  | 3  | 3  | 4  | 4  | 4  | 4  | 3  |   |
| Dinamo București             | 6                | 3  | 1  | 4  | 3  | 4  | 4  | 3  | 4  | 4  | 4  | 4  | 4  | 4  | 3  | 3  | 3  | 3  | 3  | 3  | 3  | 3  | 3  | 3  | 3  | 3  | 3  | 4  | 4  | 2  | 3  | 3  | 3  | 4  |   |
| Corvinul Hunedoara           | 14               | 8  | 4  | 7  | 5  | 9  | 6  | 7  | 10 | 6  | 9  | 6  | 6  | 9  | 8  | 5  | 5  | 5  | 6  | 8  | 7  | 8  | 5  | 5  | 5  | 5  | 5  | 5  | 5  | 5  | 5  | 5  | 5  | 5  |   |
| Argeș Pitești                | 7                | 13 | 10 | 13 | 10 | 6  | 8  | 6  | 9  | 9  | 11 | 7  | 8  | 10 | 11 | 11 | 8  | 6  | 8  | 6  | 5  | 6  | 7  | 7  | 7  | 6  | 6  | 6  | 6  | 6  | 6  | 6  | 6  | 6  |   |
| Universitatea Cluj           | 4                | 6  | 6  | 9  | 8  | 11 | 7  | 9  | 6  | 8  | 6  | 8  | 11 | 7  | 9  | 6  | 7  | 10 | 11 | 12 | 10 | 12 | 10 | 12 | 9  | 7  | 7  | 7  | 7  | 7  | 7  | 7  | 7  | 7  |   |
| Rapid București              | 15               | 10 | 15 | 15 | 12 | 8  | 10 | 12 | 14 | 15 | 16 | 17 | 16 | 15 | 15 | 13 | 15 | 14 | 15 | 13 | 14 | 14 | 13 | 14 | 11 | 10 | 10 | 9  | 8  | 9  | 10 | 8  | 9  | 8  |   |
| Petrolul Ploiești            | 3                | 11 | 8  | 5  | 6  | 10 | 11 | 11 | 7  | 5  | 8  | 9  | 9  | 8  | 7  | 9  | 6  | 7  | 5  | 7  | 6  | 7  | 8  | 6  | 6  | 8  | 8  | 8  | 9  | 8  | 8  | 9  | 8  | 9  |   |
| Bacău                        | 12               | 17 | 18 | 17 | 17 | 15 | 16 | 13 | 11 | 12 | 14 | 13 | 13 | 11 | 14 | 15 | 14 | 15 | 12 | 11 | 12 | 11 | 14 | 11 | 14 | 14 | 12 | 13 | 13 | 10 | 13 | 10 | 12 | 10 |   |
| Brașov                       | 9                | 14 | 16 | 12 | 14 | 16 | 14 | 15 | 16 | 17 | 18 | 15 | 14 | 17 | 17 | 16 | 17 | 16 | 17 | 15 | 15 | 13 | 12 | 10 | 13 | 13 | 14 | 11 | 11 | 13 | 11 | 12 | 14 | 11 |   |
| Victoria București           | 11               | 12 | 7  | 10 | 11 | 7  | 9  | 10 | 12 | 14 | 13 | 14 | 17 | 16 | 16 | 17 | 16 | 17 | 16 | 17 | 16 | 15 | 15 | 16 | 17 | 15 | 15 | 15 | 15 | 16 | 16 | 16 | 13 | 12 |   |
| Olt Scornicești              | 10               | 5  | 9  | 6  | 9  | 12 | 13 | 14 | 13 | 11 | 7  | 12 | 12 | 13 | 10 | 12 | 12 | 13 | 13 | 16 | 17 | 17 | 17 | 17 | 16 | 17 | 17 | 17 | 16 | 15 | 15 | 15 | 10 | 14 |   |
| Chimia Râmnicu Vâlcea        | 2                | 9  | 13 | 8  | 13 | 14 | 12 | 8  | 8  | 10 | 12 | 10 | 7  | 6  | 6  | 8  | 10 | 11 | 9  | 9  | 11 | 9  | 11 | 13 | 10 | 12 | 13 | 14 | 14 | 12 | 9  | 11 | 11 | 14 |   |
| Gloria Buzău                 | 16               | 7  | 12 | 11 | 7  | 5  | 5  | 5  | 5  | 7  | 5  | 5  | 5  | 5  | 5  | 7  | 9  | 9  | 10 | 10 | 9  | 10 | 9  | 9  | 12 | 9  | 9  | 10 | 10 | 11 | 14 | 14 | 16 | 15 |   |
| Politehnica Timișoara        | 17               | 18 | 17 | 18 | 18 | 18 | 18 | 18 | 18 | 18 | 15 | 16 | 15 | 14 | 12 | 10 | 11 | 8  | 7  | 5  | 8  | 5  | 6  | 8  | 8  | 11 | 11 | 12 | 12 | 14 | 12 | 13 | 15 | 16 |   |
| ASA Tîrgu Mureș              | 13               | 16 | 11 | 16 | 16 | 13 | 15 | 17 | 15 | 13 | 10 | 11 | 10 | 12 | 13 | 14 | 13 | 13 | 14 | 14 | 13 | 16 | 16 | 15 | 15 | 16 | 16 | 16 | 17 | 17 | 17 | 17 | 17 | 17 |   |
| Bihor Oradea                 | 18               | 15 | 14 | 14 | 15 | 17 | 17 | 16 | 17 | 16 | 17 | 18 | 18 | 18 | 18 | 18 | 18 | 18 | 18 | 18 | 18 | 18 | 18 | 18 | 18 | 18 | 18 | 18 | 18 | 18 | 18 | 18 | 18 | 18 |   |

| Câștigătorii Diviziei A, ediția 1985/1986 |
| ----------------------------------------- |
| \| Steaua București Al 11-lea Titlu       |

## Rezultate
| Acasă \ Deplasare     | STE | SPO | UCR | DIN | COR | ARG | UCL | RAP | PET | BAC | BRA | VIC | OLT | CHI | GLO | TIM | ASA | BIH |
| --------------------- | --- | --- | --- | --- | --- | --- | --- | --- | --- | --- | --- | --- | --- | --- | --- | --- | --- | --- |
| Steaua București      | —   | 1-1 | 2-0 | 1-0 | 1-0 | 1-0 | 2-0 | 3-1 | 6-1 | 2-1 | 6-0 | 4-0 | 3-0 | 1-0 | 4-1 | 4-2 | 4-1 | 5-0 |
| Sportul Studențesc    | 1-2 | —   | 1-1 | 2-1 | 5-1 | 0-0 | 6-1 | 1-0 | 3-1 | 1-0 | 5-1 | 4-0 | 7-5 | 3-0 | 3-2 | 2-2 | 4-0 | 5-0 |
| Universitatea Craiova | 5-4 | 2-1 | —   | 0-0 | 4-1 | 3-1 | 1-0 | 7-0 | 1-0 | 3-1 | 3-0 | 2-1 | 1-2 | 1-0 | 7-0 | 5-0 | 2-0 | 1-0 |
| Dinamo București      | 2-1 | 0-5 | 4-0 | —   | 0-0 | 0-2 | 1-0 | 2-1 | 1-0 | 3-1 | 4-0 | 3-2 | 2-0 | 3-0 | 2-0 | 2-1 | 1-1 | 5-1 |
| Corvinul Hunedoara    | 3-1 | 4-3 | 3-0 | 2-1 | —   | 3-0 | 4-3 | 9-0 | 5-0 | 3-0 | 4-0 | 3-1 | 6-0 | 3-1 | 5-1 | 4-0 | 5-0 | 5-1 |
| Argeș Pitești         | 0-2 | 3-3 | 2-1 | 0-1 | 1-1 | —   | 2-0 | 0-0 | 2-1 | 4-3 | 1-1 | 0-0 | 0-0 | 2-1 | 3-1 | 4-3 | 1-0 | 0-0 |
| Universitatea Cluj    | 2-2 | 1-1 | 3-2 | 0-1 | 3-1 | 4-0 | —   | 3-1 | 1-0 | 2-1 | 1-0 | 1-0 | 2-0 | 3-0 | 4-2 | 2-1 | 2-2 | 5-1 |
| Rapid București       | 1-2 | 3-1 | 0-1 | 1-0 | 1-0 | 1-0 | 1-0 | —   | 2-0 | 4-0 | 2-1 | 0-0 | 4-3 | 1-0 | 0-0 | 1-0 | 2-0 | 4-0 |
| Petrolul Ploiești     | 0-2 | 0-0 | 1-2 | 0-0 | 4-1 | 3-1 | 2-0 | 2-0 | —   | 2-1 | 2-0 | 1-1 | 1-0 | 0-0 | 3-1 | 1-0 | 2-0 | 2-0 |
| Bacău                 | 0-2 | 1-0 | 2-2 | 0-1 | 1-0 | 2-0 | 2-1 | 4-2 | 3-0 | —   | 3-0 | 1-0 | 3-0 | 3-0 | 2-0 | 0-0 | 3-0 | 4-0 |
| Brașov                | 2-2 | 1-4 | 1-1 | 1-0 | 3-0 | 1-0 | 1-0 | 2-1 | 0-0 | 3-1 | —   | 1-0 | 2-1 | 1-3 | 2-1 | 2-2 | 1-0 | 5-0 |
| Victoria București    | 0-0 | 2-0 | 1-1 | 0-0 | 1-0 | 0-2 | 1-1 | 4-1 | 2-1 | 2-0 | 3-1 | —   | 2-0 | 2-4 | 1-0 | 2-4 | 1-0 | 4-2 |
| Olt Scornicești       | 0-1 | 2-2 | 1-1 | 0-1 | 3-2 | 0-1 | 4-2 | 3-0 | 0-0 | 2-1 | 0-0 | 2-1 | —   | 3-0 | 2-0 | 1-2 | 2-1 | 2-1 |
| Chimia Râmnicu Vâlcea | 0-4 | 0-2 | 2-0 | 2-2 | 1-0 | 1-0 | 4-1 | 0-0 | 2-1 | 0-1 | 2-0 | 2-0 | 2-2 | —   | 0-0 | 4-1 | 3-1 | 2-1 |
| Gloria Buzău          | 0-1 | 2-2 | 1-0 | 1-3 | 3-1 | 3-2 | 3-0 | 4-2 | 2-2 | 3-0 | 2-2 | 0-0 | 0-0 | 3-0 | —   | 3-0 | 1-1 | 2-0 |
| Politehnica Timișoara | 0-1 | 0-1 | 1-2 | 2-0 | 3-2 | 1-2 | 1-2 | 1-3 | 1-0 | 5-0 | 2-0 | 1-1 | 1-2 | 1-0 | 4-1 | —   | 3-0 | 2-0 |
| ASA Tîrgu Mureș       | 1-2 | 1-4 | 0-1 | 0-1 | 2-1 | 0-1 | 0-0 | 2-0 | 0-0 | 2-0 | 0-0 | 3-1 | 2-0 | 3-0 | 2-0 | 2-1 | —   | 1-0 |
| Bihor Oradea          | 0-0 | 1-2 | 0-2 | 0-2 | 2-2 | 0-2 | 2-1 | 1-1 | 1-1 | 1-0 | 2-0 | 0-0 | 3-0 | 4-0 | 1-2 | 0-0 | 1-2 | —   |

## Golgheteri
- Gheorghe Hagi -Sportul Studențesc - 31
- Victor Pițurcă -Steaua București - 29
- Marian Bâcu -Universitatea Craiova - 25
- Ioan Petcu -Corvinul Hunedoara - 20
- Dorin Mateuț -Corvinul Hunedoara - 16
- Mircea Sandu -Sportul Studențesc - 16
- Romulus Gabor -Corvinul Hunedoara - 11
- Sorin Cârțu -Universitatea Craiova - 11
- Alexandru Terheș -Sportul Studențesc - 8
- Mihail Majearu -Steaua București - 7
- Costel Orac -Dinamo București - 7